# Mount Banck
Der Mount Banck ein markanter Berg aus rotem Gestein und einer Höhe von 675 m, der die Tirado-Halbinsel am Argentino-Kanal westlich der Mascías Cove und östlich der Thomas Cove an der Danco-Küste des Grahamlands auf der Antarktischen Halbinsel dominiert.
Am 21. Februar 1832 entdeckte der englische Seefahrer John Biscoe einen Berg, den er dem Festland zuortete und Mount William benannte. Im Februar 1898 glaubten die Teilnehmer der Belgica-Expedition (1897–1899) diesen Berg wiederentdeckt zu haben, allerdings auf einer vermeintlichen Insel, die laut ihrer Karte durch einen schmalen Kanal von der Festlandküste separiert war und die der Expeditionsleiter Adrien de Gerlache de Gomery als Île Banck benannte. Sehr viel später stellte sich anhand von Luftaufnahmen heraus, dass es sich bei Biscoes Mount William um einen Berg auf der Anvers-Insel handelt und de Gerlaches Insel in Wirklichkeit eine Halbinsel ist. Der Name der vermeintlichen Insel wurde daher auf den eingangs beschriebenen Berg auf der Halbinsel übertragen. Namensgeber ist ein Sponsor der Belgica-Expedition.
Argentinische Wissenschaftler benannten ihn 1953 zunächst als Monte Contreras und schließlich 1957 als Monte Laprida. Namensgeber letzterer Benennung ist der argentinische Rechtsanwalt und Politiker Francisco Narciso de Laprida (1780–1829).